# Michael Kroecher

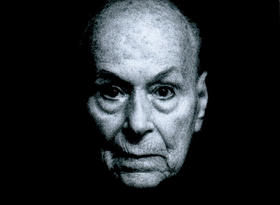
Michael Kroecher (2002)

Michael Kroecher (* 1912 in Saarburg; † 10. Februar 2004 in München) war ein deutscher Tänzer und Schauspieler.

## Leben
Der Onkel des späteren RAF-Terroristen Andreas Baader absolvierte eine Ausbildung zum Ausdruckstänzer an der Macarova-Schule in Köln. Nach kleineren Engagements in Wuppertal und Cottbus kam er als Solotänzer an das Theater am Nollendorfplatz in Berlin. Nachdem er 1940 kurzzeitig in die Wehrmacht eingezogen worden war, ging er 1941 als Solist an die Bayerische Staatsoper in München, wo er mit Unterbrechungen bis 1946 engagiert war und sowohl in klassischen als auch modernen Stücken auftrat. Er tanzte unter anderem den ‚Franzl’ in Franz Schuberts Jahreszeiten der Liebe, den ‚Narren’ in Werner Egks Joan von Zarissa und die Titelrolle in Prometheus von Ludwig van Beethoven.
Nachdem seine Versuche, sich nach Kriegsende als freischaffender Tänzer zu etablieren, gescheitert waren, kehrte er Anfang der 1950er Jahre als Aushilfstänzer an die Staatsoper zurück, wo er zuletzt 1966 auftrat. Ende der 1960er Jahre trat er als Schauspieler in Produktionen des Modernen Theaters unter Leitung von Ute Emmer auf und fand Anschluss an die alternative Kunst- und Theaterszene in München. 1974 wurde Kroecher, der bereits in den 1940er und 1950er Jahren als Tänzer in einer Reihe von Filmen mitgewirkt hatte, von Werner Herzog für die Rolle des eigenwilligen ‚Lord Stanhope’ in dem Kasper-Hauser-Film Jeder für sich und Gott gegen alle verpflichtet. Dieser Film machte Kroecher bei einem größeren Publikum bekannt und führte zu weiteren Engagements in deutschen und internationalen Filmproduktionen. Meist spielte Kroecher kleine (und kleinste) Rollen als exzentrischer Adliger oder Geistlicher. Zu seinen bekanntesten Auftritten gehören die unheimliche Figur des ‚Der Violette’ in Manfred Purzers Verfilmung Die Elixiere des Teufels (1976) nach E.T.A. Hoffmann und der geheimnisumwitterte Priester ‚Don Gaspare’ in Dino Risis Die zwei Gesichter einer Frau (1981) an der Seite von Marcello Mastroianni und Romy Schneider. Noch mit annähernd 90 Jahren gastierte Kroecher 2000 als ‚Schwarzer Tod’ in einer Folge von Geisterjäger John Sinclair.
Kurz nach seinem Tod drehte Dominique Müller einen Dokumentarfilm über Kroecher und seinen Verehrer Daniel:

„Daniel ist der letzte Fan des vergessenen Schauspielers Michael Kroecher. Als kleiner Junge entdeckte er seinen Star im Fernsehen. Kroecher spielte zwar nie eine Hauptrolle, doch irgendetwas war anders an diesem Darsteller mit dem geheimnisvollen, Gesicht. Nach jahrelangem Schreiben wird Daniel plötzlich von seinem Star eingeladen. Mit Freude stellt er fest, dass sein Michael im realen Leben genau so ist wie in seinen Filmrollen. Von da an filmt und fotografiert er ihn über vier Jahre bis ans Sterbebett. Die Symbiose zwischen einem Fan und seinem Star.“

## Filmografie
- 1949: Begegnung mit Werther
- 1970: Jonathan
- 1970: 3 Variationen über die Freiheit (mittellanger Experimentalfilm)
- 1974: Jeder für sich und Gott gegen alle
- 1976: Fellinis Casanova
- 1976: Der Tunnel (Kurzspielfilm nach F. Dürrenmatt)
- 1976: Die Elixiere des Teufels
- 1977: Natascha – Die tödliche Masche
- 1978: Das Männerquartett (Fernsehfilm)
- 1978: Zero (Kurzspielfilm)
- 1979: Der ganz normale Wahnsinn (Fernsehserie; Episode: Fünftes Kapitel)
- 1980: Magma – Reise von hier nach dort (Spielfilm)
- 1981: Die zwei Gesichter einer Frau
- 1985: Gespenstergeschichten (Serie; Episode: Die Verschwörung)
- 1985: Der Galaxenbauer (Fernseh-Dokudrama)
- 1989: Erdenschwer
- 1990: Ekkehard (TV-Miniserie; zwei Episoden)
- 1991: Zauber der Venus
- 1992: Averills Ankommen
- 1997: Große Freiheit (Fernsehserie; Episode: Ein Killer kehrt heim)
- 2000: Geisterjäger John Sinclair (Fernsehserie; Episode: Der Sensenmann als Hochzeitsgast)